# Angelika Grass
Angelika Grass (ur. 10 lutego 1922 w Berlinie, zm. ok. 3 maja 1945) – niemiecka nadzorczyni SS (SS-Aufseherin) w nazistowskich obozach koncentracyjnych Flossenbürg i Neuengamme.

## Życiorys
W 1944 roku zgłosiła się na ochotniczkę do obozu Flossenbürg, gdzie przeszła szkolenie. Otrzymała awans na SS-Aufseherin. W lecie tego samego roku wytypowano ją do przeniesienia do nowo powstałego podobozu Helmstedt-Beendorf. Nadzorowała tam ok. trzy tysiące więźniarek żydowskich, które przybyły z Auschwitz, Flossenbürga, Neuengamme i Ravensbrück. W 1945 roku przeniesiono ją do Neuengamme. Pozostała tam do momentu ewakuacji obozu w kwietniu 1945. Była wyznaczona do roli strażniczki na statku "Cap Arcona".
Jej dalsze losy nie są znane. Przypuszcza się, iż zginęła w wyniku alianckiego bombardowania statków, które wypływały z portu w Lubece. W statkach tych byli więźniowie obozów koncentracyjnych. Również przypuszcza się, iż przeżyła bombardowanie i uciekła do Argentyny.